# Municipio de Delaware (condado de Leavenworth)
El municipio de Delaware (en inglés: Delaware Township) es un municipio ubicado en el condado de Leavenworth en el estado estadounidense de Kansas. En el año 2010 tenía una población de 1019 habitantes y una densidad poblacional de 18,6 personas por km².

## Geografía
El municipio de Delaware se encuentra ubicado en las coordenadas 39°15′48″N 94°51′48″O / 39.26333, -94.86333. Según la Oficina del Censo de los Estados Unidos, el municipio tiene una superficie total de 54.79 km², de la cual 52,04 km² corresponden a tierra firme y (5,03 %) 2,75 km² es agua.

## Demografía
Según el censo de 2010, había 1019 personas residiendo en el municipio de Delaware. La densidad de población era de 18,6 hab./km². De los 1019 habitantes, el municipio de Delaware estaba compuesto por el 93,42 % blancos, el 0,98 % eran afroamericanos, el 1,18 % eran amerindios, el 0,59 % eran asiáticos, el 0,59 % eran de otras razas y el 3,24 % eran de una mezcla de razas. Del total de la población el 1,77 % eran hispanos o latinos de cualquier raza.